# قبار أفزلي
قبار أفزلي (الاسم العلمي:Capparis afzelii) هو نوع غير مؤكد من النباتات يتبع جنس القبار من الفصيلة القبارية.